# Emilie Rodahl Torkelsen
Emilie Rodahl Torkelsen (* 11. Mai 1992 als Emilie Rodahl Dokset) ist eine norwegische Fußballschiedsrichterin.

## Werdegang
Seit ihrem 16. Lebensjahr ist Torkelsen Fußballschiedsrichterin. Sie pfeift für den Bækkelaget SK und leitet heute als Schiedsrichterin Spiele im gesamten norwegischen Frauenfußball. 2012 gab Torkelsen ihr Debüt in der Toppserien. 2014 und 2018 leitete sie das Finale des norwegischen Fußballpokals. Ende 2021 wurden Torkelsen und Henrikke Nervik als erste Schiedsrichterinnen für die Saison 2022 für die norwegische zweite Herren-Liga nominiert.
Seit 2018 steht Torkelsen auf der Liste der FIFA-Schiedsrichter (auch als Videoschiedsrichterin) und leitet internationale Fußballpartien. Sie gehört zur Gruppe der UEFA-Second-Category-Schiedsrichterinnen.
Torkelsen wurde für die U-19-Europameisterschaft 2025 in Polen nominiert. Zudem leitete Torkelsen Spiele in der EM-Qualifikation für die Europameisterschaft 2022 in England und die Europameisterschaft 2025 in der Schweiz, in der europäischen WM-Qualifikation für die Weltmeisterschaft 2023 in Australien und Neuseeland, in der Women’s Nations League sowie Freundschaftsspiele.
Torkelsen arbeitet hauptberuflich seit ihrem Abschluss im Jahr 2018 als Anwältin für Deloitte.